# Фрейшиел
Фрейшиел (порт. Freixiel) — населённый пункт и район в Португалии, входит в округ Браганса. Является составной частью муниципалитета Вила-Флор. По старому административному делению входил в провинцию Траз-уж-Монтиш и Алту-Дору. Входит в экономико-статистический субрегион Доуру, который входит в Северный регион. Население составляет 821 человек на 2001 год. Занимает площадь 33,18 км².
Покровителем этого района считается Мария Магдалина (порт. Santa Maria Madalena).